# ウルグアイの宗教
教会と国家はウルグアイに於いて1916年に公式に分離した。多くの近年の公式の調査によれば、58.1%のウルグアイ人が自らをキリスト教徒（47%がカトリック教会、11.1%がプロテスタント）であると規定しており、23.3%が「神を信じるものの宗教はなし」、17.2%が無神論もしくは不可知論、0.6%がウンバンダの花もしくはその他のアフリカ系宗教、0.3%がユダヤ教、0.4%が「その他」であった。末日聖徒イエス・キリスト教会（モルモン教会）によれば、人口の2.6%、およそ90,000人のモルモン教徒が国内に存在し、ウルグアイをチリに続いてラテンアメリカで二番目にモルモンの大きな国家としている。